# China Tobacco
China National Tobacco Corporation (中国烟草总公司), markedsført som China Tobacco (中国烟草), er et nationalt centralt statsejet selskab med monopolstatus i Kina til at fremstille og sælge tobaksvarer.
Den statslige tobaksmonopoladministration (STMA) (kinesisk: Guójiā Yāncǎo Zhuānmài Jú) er et kinesisk regeringsorgan med ansvar for national tobaksmonopolregulering. De to bureauer er placeret på samme kontor og deler den samme hjemmeside.
China Tobacco har et lovligt monopol i landet og tegner sig for 96% af cigaretsalget i landet, og er verdens største producent af tobaksvarer målt på indtægter. Det eksporterer en lille del af sin produktion, hovedsagelig til de asiatiske markeder.

## Historie
I 1981 etablerede den kinesiske leder Deng Xiaoping China National Tobacco Corporation for at modernisere det tidligere kaotiske tobaksmarked i Kina. I 1983 blev Statens Tobaksmonopolforvaltning også oprettet.
Et hovedmål for China Tobacco og STMA har været modernisering . Så sent som i 1980'erne brugte Kinas uafhængige tobaksfabrikker forældet udstyr i det omfang, at nogle processer endda blev udført i hånden. For at nå deres mål om modernisering tillod STMA et lille antal udenlandske virksomheder ind i landet i bytte for moderne udstyr. Selvom aftaler generelt favoriserede Kina, tillod det udenlandske virksomheder at få svært tilgængelige forbindelser i Kina og på høje niveauer inden for selve tobaksmonopolet. Accepten af udenlandsk konkurrence udløste en massiv efterspørgsel efter tobaksproduktionsudstyr i 1990'erne, som siden er aftaget. Men store fabrikker i Kina tæller nu deres produktion af cigaretter i titusindvis i timen.
China Tobacco spillede en nøglerolle i at udvande virkningerne af WHO's rammekonvention om tobakskontrol i Kina. Det etablerede et internt team for at fremme et alternativ til kladdesprog, der blev betragtet som skadeligt for dets forretning, som også var vært for besøg af centrale embedsmænd på tobaksfabrikker, sponsorer foredrag, producerer forskningsartikler og udgiver et ugeblad for at fremme sine ideer. Efter at den endelige tekst til traktaten blev vedtaget i maj 2003, udvandede personalet fra China Tobacco den kinesiske oversættelse og erstattede mange engelske ord med svagere kinesiske termer.
Samtidig har China Tobacco konsolideret sin fabriksbase; i øjeblikket er der 130 cigaretfabrikker i Kina sammenlignet med et antal på 180 i 1997. For at fremme deres mål om konsolidering planlægger China Tobacco at reducere antallet af fabrikker til under 100 i den nærmeste fremtid. Dette har ført til øget effektivitet i industrien, hvilket giver mulighed for større produktion og varemærkevariation, end det var muligt før. Faktisk er mange mærker fremstillet af kun en eller to små regionale fabrikker blevet licenseret til store fabrikker, hvilket er blevet landsdækkende succeser.

## Organisation og funktioner
China National Tobacco Corporation og State Tobacco Monopoly Administration er én institution med to navne . STMA er en styrelse under Ministeriet for Industri og Informationsteknologi. Organisationen er ansvarlig for at håndhæve tobaksmonopolet i Kina og fungerer som den statsejede virksomhed China Tobacco for markedsføring, produktion, distribution og salg af tobaksvarer. Virksomhedens filialer er tilknyttet provinskontorerne for tobaksmonopol. 
I 2022 kontrollerede China Tobacco 96% af cigaretmarkedet og var ansvarlig for 46% af cigaretsalget på verdensplan. Samme år genererede virksomheden omkring 213 milliarder dollars (1,44 billioner ¥) i omsætning,
Organisationen af China Tobacco siver ned lokalt.  China Tobacco udliciterer ordrer til mindre, lokale fabrikker. Til gengæld udfylder disse fabrikker ordrer og leverer dem til distribution til China Tobaccos distributionskæde. De mindre lokale fabrikker betaler en slags skat til China Tobacco, men beholder meget af deres fortjeneste. Til gengæld køber detaildistributører cigaretter fra China Tobacco, og fortjenesten fra dette salg beskattes igen af statens tobaksmonopoladministration. 

### Regulering
Annoncering på tryk, radio og tv er blevet forbudt i Kina, og udendørs annoncer kræver forudgående godkendelse, forudsat at de ikke er i en af næsten 100 lokale jurisdiktioner, hvor udendørs tobaksannoncer er forbudt. Disse restriktioner har tvunget China National til en strategi, der går tilbage til 60'erne og 70'erne i USA ; med " cigaretpiger ", attraktive kvinder klædt i mærkelogoer, der deler prøver, lightere og reklamemateriale ud foran klubber og barer. En anden form for omgåelse er at trykke udendørs reklamer i en anden enheds navn, hvor sidstnævntes navn tydeligt er trykt på materialet. For eksempel har Hongtashan-mærket nævnt ovenfor for nylig offentliggjort deres nye klatre-tema-reklamer gennem en Hongtashan- klatreklub.

## Mærker
China Tobacco producerer ligesom mange andre tobaksvirksomheder et væld af mærker - over 900, hvoraf den største, Hongtashan (Red Pagoda Hill), kun tegner sig for 4% af det samlede salg. Kina tobak markedsfører også førsteklasses Chunghwa. På trods af eksistensen af sådanne premiummærker er premium cigaretter ualmindelige i landdistrikterne.
Tendenser inden for cigaretkøb er heller ikke gået tabt i Kina. I de senere år er adskillige varianter af cigaretter rettet mod kvinder blevet frigivet (det bryder et langvarigt tabu ). Varianter, der er almindelige internationalt, er lige så almindelige i Kina: Ufiltreret, filtre, lys, ultralys, 100'er og 120'er er alle tilgængelige i en række forskellige mærker.
Udenlandske mærker er den dag i dag ikke ukendte i Kina, siden deres introduktion med fremkomsten af China Tobacco og STMA. Marlboro, Camel, Kool, Lucky Strike, 555 og en række andre mærker kan alle findes i større byer i Kina. Men mens disse cigaretmærker markedsføres som premium-mærker uden for Kina, fremstilles disse cigaretter i Kina lokalt under licens eller joint venture. Det udenlandske salg udgør kun 3 procent af det kinesiske marked, men tegner sig for 51 milliarder cigaretter hvert år.

## Yderligere læsning
- Barnett, Ross, Tingzhong Yang, and Xiaozhao Y. Yang, eds. Smoking Environments in China: Challenges for Tobacco Control (Springer Nature, 2021).
- Barnett, Ross, and Sihui Peng. "The Rise of China Tobacco: From Local to Global Player." in Smoking Environments in China: Challenges for Tobacco Control (2021): 69–110.
- Benedict, Carol (2011). Golden-Silk Smoke: A History of Tobacco in China, 1550–2010. University of California Press. ISBN 978-0-520-94856-3. online
- Fang, Jennifer, Kelley Lee, and Nidhi Sejpal. "The China national tobacco corporation: from domestic to global dragon?" Global Public Health 12.3 (2017): 315–334

## eksterne links
- Officiel hjemmeside

Skabelon:State Council of the People's Republic of China